# 布拉戈達特諾埃湖

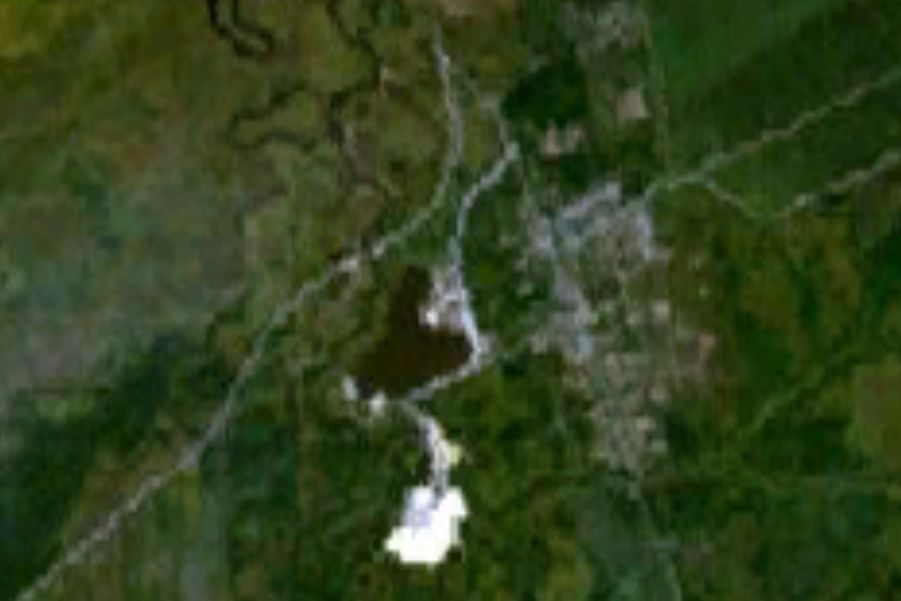

布拉戈達特諾埃湖是俄羅斯的湖泊，由哈巴羅夫斯克邊疆區負責管轄，長0.75公里、寬0.65公里，最大深度6米，該湖的中央有一個人造島。